# Ventas con Peña Aguilera (ort)
Ventas con Peña Aguilera är en ort i Spanien.   Den ligger i provinsen Toledo och regionen Kastilien-La Mancha, i den centrala delen av landet, 100 km söder om huvudstaden Madrid. Ventas con Peña Aguilera ligger 794 meter över havet och antalet invånare är 1 386.
Terrängen runt Ventas con Peña Aguilera är platt åt nordväst, men åt sydost är den kuperad. Runt Ventas con Peña Aguilera är det mycket glesbefolkat, med 2 invånare per kvadratkilometer. Närmaste större samhälle är Gálvez, 10,8 km norr om Ventas con Peña Aguilera. 